# Lotus 78
A Lotus 78 egy Formula–1-es versenyautó, amelyet a Team Lotus tervezett és versenyeztetett az 1977-es és 1978-as Formula–1 világbajnokság során, valamint 1978-ban a Rebaque csapat is. Az autót 1977-ben Mario Andretti és Gunnar Nilsson vezette, 1978-ban pedig a Nilsson helyére kerülő Ronnie Petersen, továbbá Héctor Rebaque.
A kasztni forradalmasította a sportágat, ez volt ugyanis az első olyan autó, amelyik kihasználta a szívóhatás (ground effect) jelenségét. Ennek megfelelően rendkívül sikeres volt, Andretti 1978-ban megszerezte az egyéni világbajnoki címet, ahogy a Lotus csapat a konstruktőrit.

## Tervezése
1976 elején, amikor egyértelművé vált, hogy a Lotus 72 elavult konstrukció, a Lotus 77 pedig nem váltotta be a hozzá fűzött reményeket, a Lotus csapat főnöke és főtervezője, Colin Chapman papírra vetett egy 27 oldalas dokumentációt arról, hogyan lehetne minél alacsonyabb légellenállásra törekedni. Tanulmányozta a De Havilland Mosquito nevű bombázórepülőt, és megfigyelte, hogy a hűtőrácsok a szárnyhoz vannak rögzítve, valamint azt, hogy a forró levegő kiáramlását a gép felemeléséhez hasznosítják. Chapman rájött arra, hogy ha az egész rendszert megfordítják, akkor azzal épp az ellenkezőjét érik el: masszív leszorítóerőt. Bernoulli törvényének alapján igazolni is tudta azt, hogy ez elérhető, ha az autó egy felfordított repülőgépszárny profilját kapja meg, ezért nyomban át is adta a dolgozatát Tony Rudd-nak.
Rudd ráállított a dologra egy csapatot, köztük a vezető tervező Ralph Bellamy-t, Martin Ogilvie mérnököt és Peter Wright aerodinamikust. Rudd és Wright korábban a BRM csapatnál dolgoztak és már ekkoriban is gondolkoztak egy felfordított szárnykoncepción. Épült is pár méretarányos modell, de a rendes tesztlehetőségek hiánya és a BRM csapat leáldozóban lévő szerencséje meghiúsította, hogy komolyabban kísérletezzenek vele. Wright azonban emlékezett ezekre, és a tervezés során figyelembe is vette ezeket.
El is kezdte a teszteket a szélcsatornában, ahol az egyik modellel egészen jó eredmények kezdtek kirajzolódni. Megfigyelte, hogy ahogy gyorsítja a modell alatt a futószalagot, annka alja valóban közelebb került a földhöz. A modell-autó oldalára kartonpapírokat rögzített, a leszorítóerő pedig ettől elképesztően nagy lett. Az eredményeket bemutatta Chapmannek, aki szabad kezet adott nekik az új autó megtervezéséhez.
Néhány vázlat elkészítése után elindult az építése a Lotus 78-asnak, kódnevén John Player Special Mk. III-nak. Mario Andretti szerette volna már az 1976-os holland nagydíjon kipróbálni, de Chapman leszavazta ezt, mondván nem szeretné, ha a rivális csapatok is megtudnák, hogy mit találtak ki.
Ily módon az autó 1977 első futamán mutatkozott be, és azonnal megmutatkozott a versenyképessége. Abban az idényben öt versenyt is megnyertek vele, egyszerűen kezelhető és beállítható volt, arra kellett csak figyelni, hogy milyen mértékben érintkezik az autó alja a talajjal és hogy a felfüggesztés minél keményebb legyen.
A kasztni a Lotus 72-es alapjain nyugodott, alakja és belső felépítése nem sokat változott ahhoz képest. Jobb lett a súlyeloszlás, aerodinamikailag is átalakult, és szélesebb lett a tengelytáv is. A monocoque keskenyebb és merevebb lett, alumínium és méhsejt szerkezetű kompozit elemekből épült fel, üvegszálas panelekből. Az oldaldobozok alja, Bernoulli törvényének megfelelően, fordított szárnyprofil kialakítást kapott, emiatt az autó alatt egyre gyorsabban áramló levegőnek egyre kisebb lett a légnyomása. Ez gyakorlatilag odaszívta az autót az aszfalthoz, amelynek jelentősen nőtt a tapadása. A hűtőrácsokon távozó forró levegőt is felfelé vezették el, amely tovább erősítette ezt a hatást.
A jobb tapadás nagyobb sebességet jelentett a kanyarokban, a jóval kisebb légellenállás pedig azt jelentette, hogy nem kellett emiatt kompromisszumot kötni az egyenesbeli tempó terén, sőt. Az oldaldobozok aljára kezdetben keféket erősítettek, hogy megtartsák az alacsony légnyomást. Mikor ezekről kiderült, hogy haszontalanok, a Lotus műanyag szoknyákkal kísérletezett, de ezek meg hamar tönkrementek. Végül a mozgatható, gumiból készült szoknyák lettek az ideálisak. Az üzemanyagtartályt három részre osztották, az egyik fele maradt a pilóta mögött, egy-egy része pedig a két oldaldoboz közepébe került. Megoldották, hogy állítható legyen, hogy melyikből fogyjon az üzemanyag, ezzel is elősegítve a jobb egyensúlyt.
Az első tesztek után mindenesetre nemcsak pozitívak voltak a tapasztalatok: kiderült, hogy a szívóhatás nagyon az autó elején jelentkezik, ezért ezt kompenzálandó hárulra egy jókora hátsó szárnyat kellett felrakni, ami növelte a légellenállást. Ez különösen a gyors pályákon hozta hátrányba a csapatot. Kompenzálásképpen a Ford-Cosworth DFV motor egy speciális, erősebb változatát építették be, ami a megbízhatóság rovására ment. Andretti egész idényben ötször esett ki motorhiba miatt, ezért vesztette el a világbajnoki címet Niki Laudával szemben, hiába volt több győzelme. Az olasz nagydíjtól használhatták a kisebb szárnyat, ami lényegesen javított az autón. Szintén problémát okozott még a hátsó felfüggesztés, amit hiába terveztek át, akkor is útjában volt a légáramlatoknak, emiatt az autó túlkormányzottá vált.
Az a riválisok számára is egyértelmű volt, hogy az autónak van valami különös tulajdonsága, és ha jól működik minden, akkor utolérhetetlen. Többen próbálták leutánozni, de nem jártak sikerrel, ráadásul a Lotus csapat részéről is többféle magyarázat érkezett, hogy ezzel összezavarják őket. A szoknyák pedig eltakarták az autó alját, ahol a titok rejtőzött. Az autó még 1978-ban is elég jó volt ahhoz, hogy futamokat nyerjen és pole pozíciókat szerezzen. Az idény közepe tájékán aztán leváltotta a Lotus 79-es, amely a tökélyre fejlesztette a koncepciót.
1978-ban egy szomorú esemény is kapcsolódott az autóhoz. Az olasz nagydíjon, bár már addigra mindkét pilóta a 79-es modellt használta, Ronnie Peterson kénytelen volt átülni a tartalékautóként használt 78-asba, mert a sajátja a szabadedzésen csúnyán megsérült. Az autót rohamtempóban kellett üzembe helyezni és beállítani, amellyel az időmérő edzésen csak ötödik lett, miközben csapattársa, Andretti pole pozíciót szerzett. A rajtnál Peterson belekeveredett egy csúnya rajtbalesetbe, amelynek végén az autója elejét rommá törte, a lábát pedig több mint kéttucatnyi helyen törte szilánkosra. Az eset szövődményeképp tüdőembóliát kapott, amibe nem sokkal később belehalt.
1978-ban Héctor Rebaque is versenyzett a prototípus kasztnival, saját csapatával, mérsékelt sikerrel.

## Eredmények
(félkövérrel jelölve a pole pozíció, dőlt betűvel a leggyorsabb kör)
| Év   | Csapat                 | Motor             | Gumik | Pilóták         | 1   | 2   | 3   | 4   | 5   | 6   | 7   | 8   | 9   | 10  | 11  | 12  | 13  | 14  | 15  | 16  | 17  | Pontok | Helyezés |
| ---- | ---------------------- | ----------------- | ----- | --------------- | --- | --- | --- | --- | --- | --- | --- | --- | --- | --- | --- | --- | --- | --- | --- | --- | --- | ------ | -------- |
| 1977 | John Player Team Lotus | Ford-Cosworth DFV | G     |                 | ARG | BRA | RSA | USW | ESP | MON | BEL | SWE | FRA | GBR | GER | AUT | NED | ITA | USA | CAN | JPN | 62     | 2.       |
| 1977 | John Player Team Lotus | Ford-Cosworth DFV | G     | Mario Andretti  | 5   | KI  | KI  | 1   | 1   | 5   | KI  | 6   | 1   | 14  | KI  | KI  | KI  | 1   | 2   | 9   | KI  | 62     | 2.       |
| 1977 | John Player Team Lotus | Ford-Cosworth DFV | G     | Gunnar Nilsson  | NI  | 5   | 12  | 8   | 5   | KI  | 1   | 19  | 4   | 3   | KI  | KI  | KI  | KI  | KI  | KI  | KI  | 62     | 2.       |
| 1978 | John Player Team Lotus | Ford-Cosworth DFV | G     |                 | ARG | BRA | RSA | USW | MON | BEL | ESP | SWE | FRA | GBR | GER | AUT | NED | ITA | USA | CAN |     | 86     | 1.       |
| 1978 | John Player Team Lotus | Ford-Cosworth DFV | G     | Mario Andretti  | 1   | 4   | 7   | 2   | 11  |     |     |     |     |     |     |     |     |     |     |     |     | 86     | 1.       |
| 1978 | John Player Team Lotus | Ford-Cosworth DFV | G     | Ronnie Peterson | 5   | KI  | 1   | 4   | KI  | 2   |     |     |     |     |     |     |     | KI  |     |     |     | 86     | 1.       |
| 1978 | Team Rebaque           | Ford-Cosworth DFV | G     | Héctor Rebaque  | NK  | KI  | 10  | NPK | NPK | NPK | KI  | 12  | NK  | KI  | 6   | KI  | 11  | NK  | KI  | NK  |     | 86     | 1.       |